# Козімо Пінто
Козімо Пінто (італ. Cosimo Pinto; 14 березня 1943, Новара, Італія) — італійський боксер, олімпійський чемпіон 1964 року.

## Аматорська кар'єра
Олімпійські ігри 1964 
- 1/8 фіналу. Переміг Рудді Лубберса (Нідерланди) 5-0
- 1/4 фіналу. Переміг Юрген Шлейгель (Німеччина) 4-1
- 1/2 фіналу. Переміг Олександра Ніколова (Болгарія) RSC
- Фінал. Переміг Олексій Кисельова (СРСР) 3-2